# Černá (Tchéquie)
Černá (en allemand : Tscherna) est une commune du district de Žďár nad Sázavou, dans la région de Vysočina, en République tchèque. Sa population s'élevait à 296 habitants en 2020.

## Géographie
Černá se trouve à 14 km au nord-ouest de Velké Meziříčí, à 17 km au sud-sud-ouest de Žďár nad Sázavou, à 21 km à l'est-nord-est de Jihlava à 126 km à l'est-sud-est de Prague.
La commune est limitée par Bohdalov et Kyjov au nord, par Pavlov au nord-est, par Zadní Zhořec et Blízkov à l'est, par Měřín et Meziříčko au sud, et par Jersín et Arnolec à l'ouest.

## Histoire
La première mention écrite de la localité date de 1464.

## Administration
La commune se compose de deux quartiers :
- Černá
- Milíkov

## Transports
Par la route, Černá se trouve à 14,5 km de Velké Meziříčí, à 20 km de Žďár nad Sázavou, à 23,5 km de Jihlava et à 148 km de Prague.